# بازارتشة مرزي (ننور)
بازارتشة مرزي (بالفارسية: بازارچه مرزی) هي قرية تقع في إيران في قسم ننور الريفي.